# هيرويوكي هامادا (لاعب كاراتيه)
هيرويوكي هامادا هو لاعب كاراتيه ياباني، ولد في 29 أكتوبر 1925 في ساتسوماسينداي في اليابان، وتوفي في 16 سبتمبر 2003 في سنداي في اليابان.